# Air Jamaica
Air Jamaica era la compagnia aerea di bandiera della Giamaica, che divenne di proprietà della Caribbean Airlines Limited dal 26 maggio 2011 mantenendo il marchio separato. Nel 2015 sospende tutte le operazioni di volo e venne integrata in quest'ultima.
Lo stato giamaicano possedeva una quota del 16% della Caribbean Airlines Limited. Gli uffici amministrativi della compagnia si trovavano presso l'Aeroporto di Kingston, in Giamaica.

## Storia
Il 27 agosto 1963, in seguito alla decisione del governo giamaicano di non investire nella British West Indian Airways (BWIA), nacque Jamaica Air Service Ltd., i cui azionisti erano il governo giamaicano (51%), British Overseas Airways Corporation in associazione con Cunard Line (33%) e BWIA (16%). I dipendenti della BWIA in Giamaica vennero trasferiti nella nuova compagnia. I primi voli per Miami e New York decollarono il 1º maggio 1966.
BOAC e BWIA rimasero proprietarie degli aeromobili (questo accordo durò sino alla fine del maggio 1969). Il governo giamaicano preferì però un approccio più indipendente e nell'ottobre del 1968 costituì una nuova compagnia, Air Jamaica Ltd.
La compagnia iniziò le operazioni di volo il 1º aprile 1969, collegando Kingston e Montego Bay con New York e Miami. In questo periodo il governo giamaicano possedeva una quota di maggioranza della compagnia, mentre Air Canada aveva una quota di minoranza (il 40%) e forniva assistenza tecnica, manutenzione e supporto logistico.
Nel corso degli anni settanta la compagnia conobbe una rapida espansione e vennero aperte numerose rotte, in particolare verso i Caraibi.
Il 1º aprile del 1974 vennero inaugurati i primi voli a lungo raggio per l'Europa. Per gran parte degli anni settanta Air Jamaica utilizzò aerei Douglas DC-8, mentre verso la fine del decennio, quando il governo acquistò una percentuale della Air Canada, entrarono a far parte della flotta il McDonnell Douglas DC-9 e il Boeing 727. Durante gli anni ottanta la crescita rallentò, tuttavia continuarono ad essere inaugurate nuove rotte.
Nel 1989 il governo giamaicano annunciò i piani per la privatizzazione del compagnia, che era totalmente di proprietà dello Stato dal 1980, quando Air Canada aveva ceduto la sua quota di partecipazione. Tuttavia fu solo nel 1994 che fu annunciata la parziale vendita della compagnia, quando un gruppo di investitori giamaicani e canadesi (noto come Air Jamaica Acquisition Group) accettò di comprare il 70% della compagnia per 26 milioni di dollari. Un altro 5% venne destinato ai dipendenti. Il governo mantenne la responsabilità per il debito, che era considerevole.
Negli anni novanta la compagnia continuò ad espandersi e venne siglato un accordo di code sharing con Delta Air Lines. In questo periodo furono acquistati aerei Airbus, incluso l'A340 e partì l'offerta di cibo a bordo e il programma frequent flyer 7th Heaven. Venne inoltre pubblicata per la prima volta SkyWritings, la rivista di bordo.
Nel dicembre 2004, in seguito a perdite finanziarie, il governo giamaicano riacquisì la piena proprietà della compagnia. Dopo quattro anni, nel 2007, il governo cominciò a prendere in considerazione la privatizzazione di Air Jamaica. Diversi investitori si interessarono alla compagnia e lo Stato entrò in trattative con i potenziali acquirenti. Nel dicembre 2009 il Primo Ministro giamaicano si rivolse al governo di Trinidad e Tobago per una possibile fusione o acquisizione da parte di Caribbean Airlines Limited.
Il 1º maggio 2010 Caribbean Airlines acquisì la flotta e i diritti di rotta della compagnia, stabilendo anche un nuovo hub nell'Aeroporto di Kingston. Questa operazione ha fatto di Caribbean Airlines Limitated la più grande compagnia dei Caraibi. Dal 1º luglio 2011 tutti i voli Air Jamaica sono indicati con il codice IATA di Caribbean Airlines "BW".
Nel maggio 2011 i governi di Giamaica e Trinidad e Tobago firmarono un accordo con il quale lo Stato giamaicano ottenne una partecipazione del 16% nella Caribbean Airlines Limitated. Nello stesso anno è stata inaugurata la nuova livrea dei Boeing 737-800 di Air Jamaica, che ha il logo Caribbean Airlines e le bandiere di Trinidad e Tobago e Giamaica. Nel 2015 Air Jamaica viene completamente inglobata in Caribbean Airlines.

## Flotta
Al 2014, la flotta di Air Jamaica, con un'età media di 7,4 anni, era composta dai seguenti aeromobili:
| Aereo                          | In flotta | Ordini | Passeggeri |
| ------------------------------ | --------- | ------ | ---------- |
| Boeing 737-800 Next Generation | 5         | 0      | 154        |

### Flotta storica

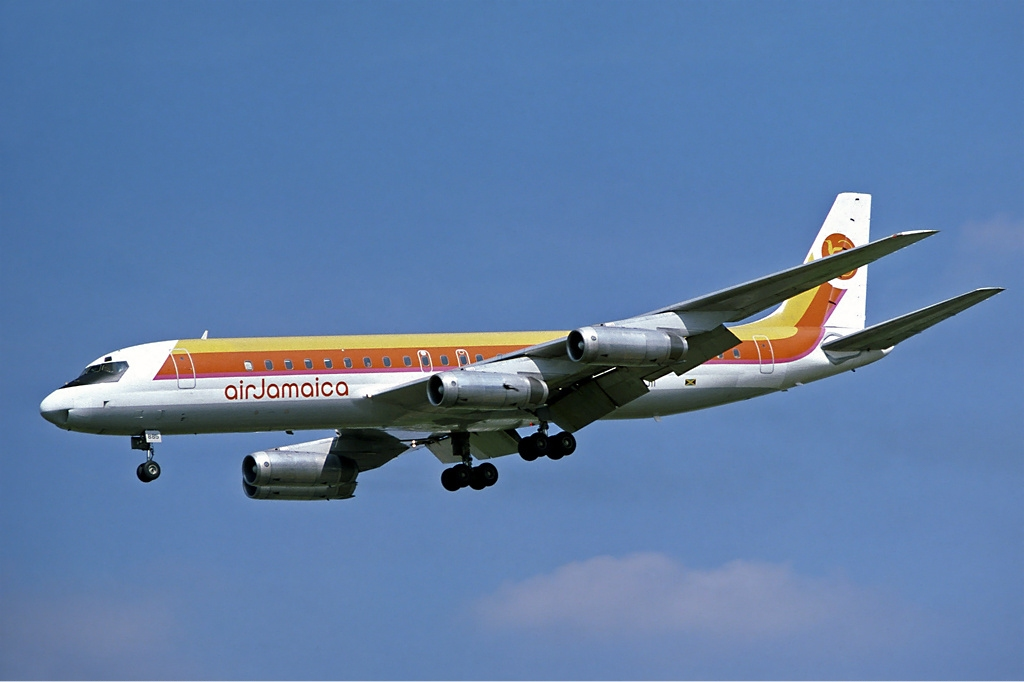
Un Douglas DC-8-62H durante un atterraggio all'aeroporto di Londra-Heathrow nel 1978

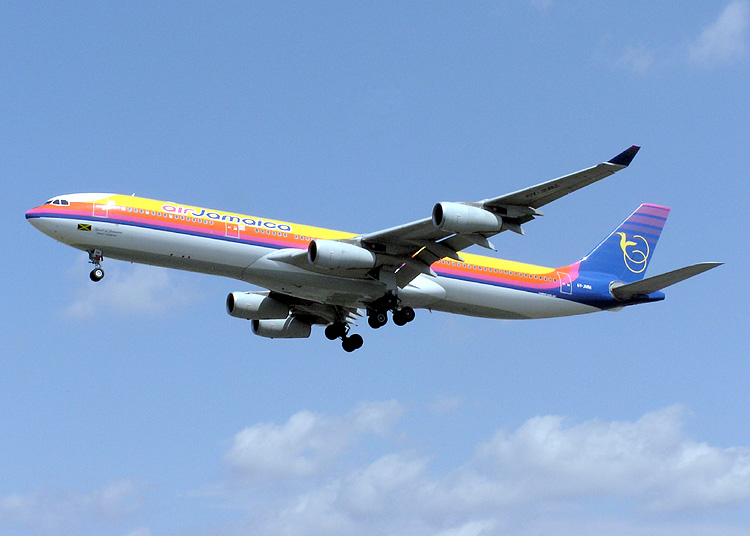
Un Airbus A340 durante un atterraggio all'aeroporto di Londra-Heathrow nel 2004

In passato la compagnia ha operato con i seguenti aeromobili:
| Aereo                     | Quantità |
| ------------------------- | -------- |
| Airbus A300B4-200         | 9        |
| Airbus A310-300           | 11       |
| Airbus A319-100           | 2        |
| Airbus A320-200           | 15       |
| Airbus A321-200           | 5        |
| Airbus A340-300           | 3        |
| Boeing 727-200            | 6        |
| Boeing 747-100            | 1        |
| Douglas DC-8-62           | 1        |
| Douglas DC-8-61           | 2        |
| Douglas DC-8-51           | 3        |
| Douglas DC-8-41           | 2        |
| McDonnell Douglas DC-9-32 | 3        |
| McDonnell Douglas MD-83   | 9        |

## Air Jamaica Cargo
Air Jamaica Cargo detieneva il 70% del traffico merci tra la Giamaica e il resto del mondo, anch'essa aveva sede a Kingston.